# Модесто Деніс
Модесто Деніс (ісп. Modesto Denis, 1901 — дата смерті невідома) — парагвайський футболіст, що грав на позиції воротаря, зокрема, за клуб «Насьйональ», а також національну збірну Парагваю.

## Клубна кар'єра
Грав за команду «Насьйональ» з Асунсьйона. 

## Виступи за збірну
1922 року дебютував в офіційних матчах у складі національної збірної Парагваю. Протягом кар'єри у національній команді, яка тривала 9 років, провів у її формі 30 матчів.
Брав участь в п'яти Чемпіонатах Південної Америки:
1. 1922 - п'ять ігор[2];
2. 1923 - дві гри[3];
3. 1924 - дві гри[4];
4. 1925 - три гри[5];
5. 1926 - три гри[6].

У складі збірної був учасником чемпіонату світу 1930 року в Уругваї, де взяв участь в програному матчі з командою США (0:3).

## Титули і досягнення
- Срібний призер Чемпіонату Південної Америки: 1922
- Бронзовий призер Чемпіонату Південної Америки: 1923, 1924, 1925